# Wayang
Wayang, poznat i kao wajang, tradicionalni je oblik lutkarske kazališne predstave nastao na indonezijskom otoku Java . Wayang se odnosi na cijelu dramsku predstavu. Ponekad se i sama lutka naziva wayang. Izvedbe wayang lutkarskih predstavi prati gamelanski orkestar na Javi. Predstave prikazuju dramatične priče iz mitologije, poput epizoda iz hinduističkih epova Ramayana i Mahabharata, kao i adaptacije lokalnih legendi. Tradicionalno, wayang izvodi duhovni vođa dalang, a predstava se izvodi u vremenu između ponoći i zore.
Ove izvedbe i dalje su vrlo popularne među Indonežanima, posebno na otocima Javi i Baliju. Wayang predstave obično se izvode na događajima, pa čak i kao turistička atrakcija. U ritualnom kontekstu, lutkarske predstave koriste se za molitvene rituale (održavaju se u hramovima na Baliju), ruwatan ritual (čišćenje djece Sukerto od zle sreće) i ritual sedekah bumi (zahvala Bogu na obilnim usjevima). U kontekstima ceremonija obično se koristi za proslavu javanske svadbene ceremonije i sunatana ceremonije obrezivanja. U nekim se slučajevima koristi za proslavu Dana neovisnosti, godišnjice općina, tvrtki i nečijeg rođendana, obilježavanja određenih dana i mnogih drugih.
Wayang je jedan od vrhunaca indonezijske kulture, koji je najistaknutiji među mnogim drugim kulturama. Tradicije Wayanga uključuju glumu, pjevanje, glazbu, dramu, književnost, slikarstvo, kiparstvo, rezbarenje i simboličke umjetnosti. Tradicija Wayang, koja se s vremena na vrijeme razvijala kroz više tisuća godina, također se koristi i kao informiranje, propovijedanje, obrazovanje, filozofsko razumijevanja te zabava.
UNESCO je zaštitio Wayang kao nematerijalnu svjetsku baštinu 7. studenoga 2008. godine.

## Vanjske poveznice
- Povijesni razvoj lutkarstva: scenske sjene (uključuje informacije o wayang beberu, kulitu, klitiku i goleku)  Arhivirana inačica izvorne stranice od 26. listopada 2017. (Wayback Machine)
- Seleh Notes članak o identificiranju srednjojavanskog wayang kulita
- Wayang Orang (wayang wong) tradicionalni ples iz Indonezijskog turizma
- Wayang Klitik: stalni postav Muzeja lutkarske umjetnosti  Arhivirana inačica izvorne stranice od 18. veljače 2012. (Wayback Machine)
- Fotogalerija Wayang Golek uključuje opis, povijest i fotografije pojedinih lutaka Waltera O. Koeniga
- Wayang Kulit: Likovni oblik predstave Balinese Shadow[neaktivna poveznica]  Lisa Gold
- Kazalište lutaka Wayang na indonezijskom mjestu UNESCO-a
- Lutke od drvenog štapa Wayang Golek iz Jave, Indonezija  Arhivirana inačica izvorne stranice od 20. veljače 2012. (Wayback Machine) (komercijalno mjesto)
- Pregled tradicije Lutke iz sjene (s mnogo slika) na mjestu za otkrivanje Indonezije
- Izložba Wayang Kulit u Muzeju međunarodne narodne umjetnosti
- Zbirka Lutki iz sjene Wayang Kulit, Muzej arheologije i etnologije Sveučilišta Simon Fraser digitaliziran na internetskoj stranici Multikulturalne Kanade
- Suvremena arhiva Wayanga, Nacionalno sveučilište u Singapuru
- Wayang Kontemporer, interaktivna doktorska disertacija o suvremenoj arhivi Wayang